# Talara nigroplagiata
Talara nigroplagiata är en fjärilsart som beskrevs av Rothschild 1913. Talara nigroplagiata ingår i släktet Talara och familjen björnspinnare. Inga underarter finns listade i Catalogue of Life.